# Fremdkörperzange nach Arthur Hartmann

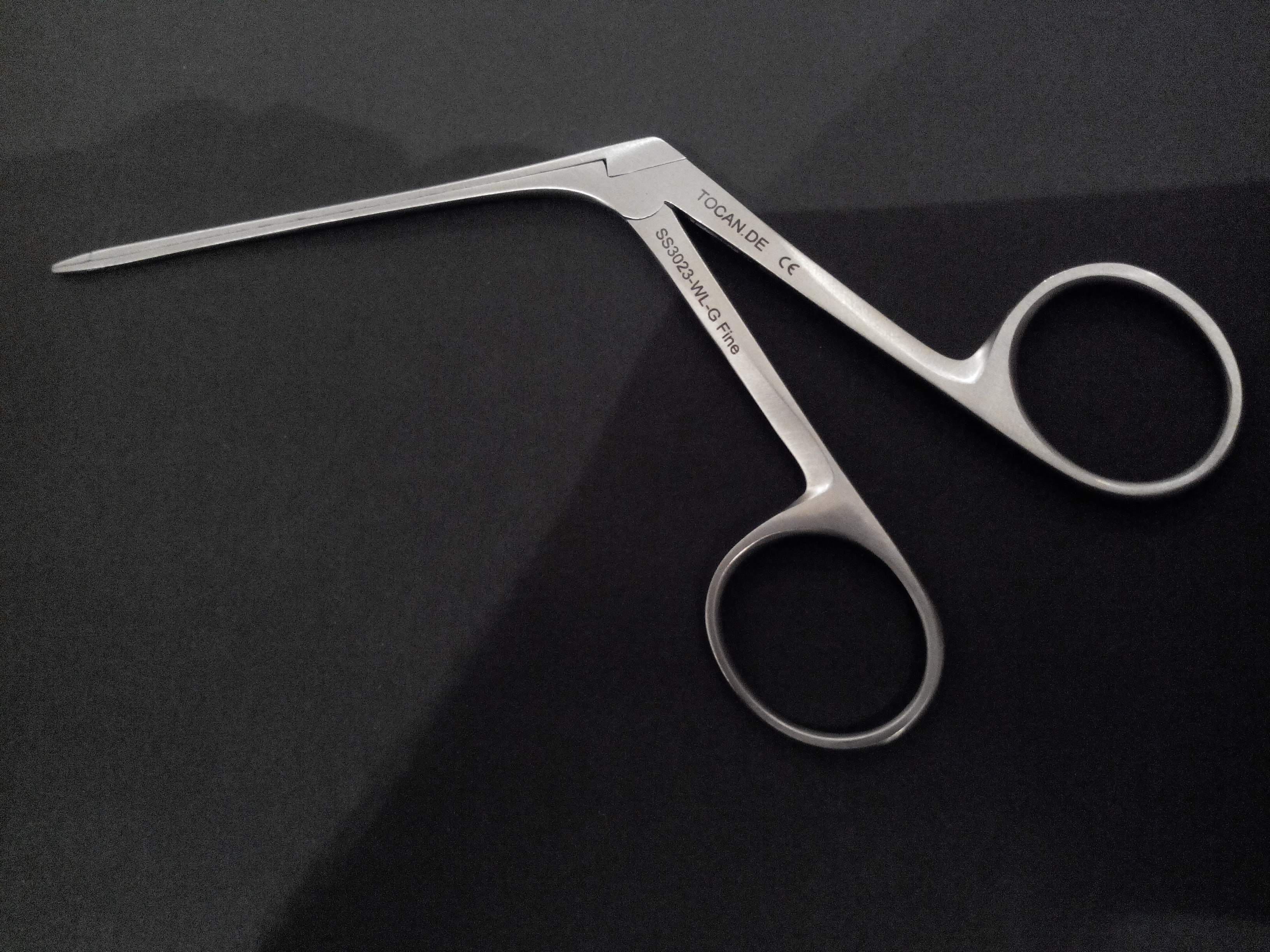
Fremdkörperzange nach Hartmann, 8 cm, fein

Die Fremdkörperzange nach Hartmann oder Hartmann-Zange ist ein nach dem deutschen Mediziner Arthur Hartmann benannte medizinische Zange zum  Entfernen von Fremdkörpern. Sie wird neben der Chirurgie vorwiegend in der Hals-Nasen-Ohren-Heilkunde eingesetzt und von Laien „Ohrzange“ genannt. Die Schaftlänge variiert bis zu einem Meter, beträgt aber überwiegend 8 bis 12 cm, wobei sich nur die Spitze der Zange öffnet und schließt. Da diese Bewegung dem Maul eines Alligators ähnelt, hat sich im Englischen der medizinische Fachausdruck „Hartmann Alligator Forceps“ durchgesetzt. Die Standardlänge des Maules ab vorderem Umsetzungsscharnier beträgt 1,5 cm oder 1 cm.
Dadurch ist die Zange dort einsetzbar, wo normale Pinzetten oder feine Instrumente Probleme haben, kleine Gegenstände zu fassen. So kann man Gegenstände selbst in kleinen Röhren fassen und sie präzise positionieren.
Das Instrument wird gelegentlich von Bastlern für Elektronik und Modellbau oder beim Löten eingesetzt, um kleine Bauteile exakt zu positionieren, und in der Veterinärmedizin, um „Grannen“ aus Ohren des Hundes zu entfernen. Das Design vermindert den natürlichen Tremor (Zittern).